# SN 2000fw
SN 2000fw – supernowa typu Ia odkryta 10 marca 2000 roku w galaktyce A143014+0030. W momencie odkrycia miała maksymalną jasność 19,10m.